# Rashid Sumaila
Rashid Sumaila (ur. 18 grudnia 1992 w Cape Coast) – ghański piłkarz grający na pozycji obrońcy.

## Kariera klubowa
Pierwszym klubem Sumaili był stołeczny Ebusua Dwarfs. Spędził w nim dwa lata, a następnie przeszedł do Asante Kotoko SC, z którym w sezonie 2012/2013 zdobył mistrzostwo Ghany. W 2013 roku odszedł do południowoafrykańskiego Mamelodi Sundowns FC. W Premier Soccer League zadebiutował 28 sierpnia 2013 w zremisowanym 1:1 meczu z Platinum Stars FC. W sezonie 2013/2014 zdobył wraz z zespołem mistrzostwo Południowej Afryki. W kolejnym sezonie w barwach Mamelodi nie rozegrał żadnego spotkania. Od października 2014 do stycznia 2015 przebywał na wypożyczeniu w Asante Kotoko SC, jednak nie wystąpił tam w tym czasie w żadnym ligowym meczu.
W styczniu 2015 Sumaila przeszedł na wypożyczenie do kuwejckiego klubu Al Qadsia, z którym w sezonie 2014/2015 zdobył Puchar Emira Kuwejtu. Po zakończeniu tamtego sezonu został zawodnikiem Al Qadsia, a w kolejnym wraz z klubem wywalczył mistrzostwo Kuwejtu. Sezon 2016/2017 spędził na wypożyczeniu w katarskiej drużynie Al-Gharafa, po czym wrócił do Al Qadsia, skąd w połowie 2018 roku został wypożyczony do serbskiej Crvenej zvezdy. Grał też w omańskim Saham Club (2021) i katarskim Muaither SC (2022).

## Kariera reprezentacyjna
Sumaila występował w dwóch młodzieżowych reprezentacjach Ghany: U-20 i U-23. W tej pierwszej rozegrał dwa mecze, a w drugiej 4 mecze.
Sumaila zadebiutował też w seniorskiej reprezentacji Ghany. Od 2012 do 2018 rozegrał w niej 10 meczów.